# Baahubali: The Beginning
Baahubali: The Beginning è un film del 2015 diretto da S. S. Rajamouli.
Baahubali è un film indiano di genere high fantasy diviso in due parti, di cui The Beginning ne costituisce la prima, mentre The Conclusion la seconda. Prodotto a Tollywood, il film è girato in lingua telugu e doppiato in hindī, tamil e malayālaṃ, in modo da garantire il successo in tutta la nazione e di generare un movimento cinematografico pan-indiano.
Costato 26 milioni di dollari, Baahubali è stato un grande successo, incassando più di 100 milioni in tutto il mondo.

## Trama
Nell'antico regno di Mahishmathi, una donna con in braccio un bambino è inseguita da due soldati. Dopo averli uccisi scivola e cade nelle turbinose acque di un fiume; l'acqua la sommerge ma tenendo il bambino fuori con una mano riesce ad impedire che affoghi anche lui. Il piccolo viene salvato dagli abitanti di un villaggio e adottato da Sanga e suo marito. Nominato Shivudu, cresce fino a diventare un giovane uomo forte e avventuroso, incuriosito dalla cascata e dalle terre misteriose sopra di essa. Dopo aver trovato una maschera di legno caduta proprio dalla cima della montagna, viene spinto a trovarne il proprietario e riesce a scalare la cascata. La maschera appartiene ad Avanthika, una guerriera ribelle facente parte di un gruppo guidato dal fratello di Devasena impegnato nella guerriglia contro il re Bhallaladeva per salvare la loro ex regina Devasena. Avanthika ha l'opportunità di salvare la regina ma si innamora di Shivudu dopo aver scoperto che ha scalato la cascata per lei. Shivudu si impegna ad aiutarla nella sua missione e si intrufola nella città per salvare Devasena.
Shivudu riesce a fuggire con Devasena ma viene inseguito dal figlio di Bhallaladeva, Bhadrah, e dal fedele soldato Kattappa. Dopo che Shivudu decapita Bhadrah, Kattappa lascia cadere la sua arma, realizzando che Shivudu è Mahendra Baahubali, il figlio del defunto re Amarendra Baahubali. Racconta la storia del passato di Amarendra: il padre di Amarendra era morto molto tempo prima, mentre sua madre morì dandolo alla luce. Suo zio Bhijjaladeva è stato ritenuto non idoneo a governare a causa della sua natura guerrafondaia; tuttavia, egli crede che gli sia stato negato il trono a causa del fatto che ha un braccio disabile. La moglie di Bijjaladeva, Sivagami, assunse il controllo del regno con l'aiuto di Kattappa fino a quando un nuovo re potesse essere scelto. Amarendra fu allevato insieme al figlio di Bijjaladeva e di Sivagami, Bhallaladeva. Entrambi i giovani erano addestrati all'arte, alla scienza, al travestimento, alla politica e alla guerra, ma avevano approcci diversi verso la regalità: mentre Amarendra era gentile e amava i suoi compatrioti, Bhallaladeva era violento e raggiungeva i suoi obiettivi con ogni mezzo possibile.
Fu allora scoperto che Mahishmati stava per essere attaccato dai Kalakeya, un esercito di selvaggi tribali. Pingaladeva propose che il principe che avrebbe ucciso il re dei Kalakeya, Inkoshi, sarebbe stato il futuro re di Mahishmati; Sivagami e il primo ministro erano d'accordo. Inkoshi respinge l'offerta di pace di Sivagami e la insulta in maniera violenta. Sivagami, furiosa, ordina che le sue membra fossero tagliate e il corpo nutrito agli avvoltoi; così l'esercito imperiale, guidato da Bhallaladeva e Baahubali, si prepara allo scontro. Inkoshi ordina di attaccare e i Kalakeya irrompono. Durante la battaglia, mentre Bhallaladeva usava sofisticate armi fornite da Pingaladeva, Amarendra usava tattiche semplici ma efficaci. A un ordine di Inkoshi, i Kalakeya fanno breccia nella formazione difensiva dei soldati della regina; dopo aver rinvigorito gli uomini con il suo discorso e aver salvato la formazione, Baahubali circonda l'esercito di Inkoshi e i Kalakeya vengono sconfitti. Prima Bhallaladeva e poi Amarendra si scontrano con Inkoshi, ma la bilancia sembra pendere in favore del Kalakeya. Amarendra riesce infine a prevalere sul nemico con una raffica di colpi. Mentre Amarendra sta per uccidere il re, Bhallaladeva fa oscillare la sua mazza allungabile da lontano e lo uccide. Sivagami annuncia che Amarendra sarà il nuovo re, nonostante Bhallaladeva avesse ucciso il re nemico, per il fatto di aver protetto i propri compatrioti e dei civili catturati durante tutta la battaglia.
Quando Mahendra chiede  del luogo in cui si trova ora Amarendra, un lacrimoso Kattappa rivela che Amarendra è morto e che è stato lui stesso ad ucciderlo.

## Colonna sonora
Musiche di M. M. Keeravani.
1. Karthik, Damini – Pacha Bottasi – 4:33
2. Geetha Madhuri – Jeeva Nadhi – 1:55
3. Ramya Behara, Deepu – Dheevara – 5:43
4. Satya Yamini, Chorus – Mamatala Talli – 4:04
5. M. M. Keeravani – Nippulaa Swasa Ga – 3:26
6. Mohana Bhogaraju, LV Revanth – Manohari – 3:52
7. M. M. Keeravani, Mounima – Sivuni Aana – 3:32
8. Ramya Behara, Aditya – Dheevara (Inglese versione) – 3:26